# Michael Hoffmann (Handballspieler)
Michael Hoffmann (* 23. April 1975 in Kopenhagen, Dänemark) ist ein ehemaliger dänischer Handballspieler. Hoffmann ist 1,86 m groß und wurde meist auf Linksaußen eingesetzt.
Michael Hoffmann begann mit dem Handballspiel bei Holte IG, Mit Virum-Sorgenfri HK debütierte er in der ersten dänischen Liga, nahm an der EHF Champions League 1997/98, dem Euro-City-Cup 1998/99 und dem EHF-Pokal 2000/01 teil. 2001 wechselte er zum Team Helsinge; 2002 ging er erstmals ins Ausland, zu CB Torrevieja. Als bei den Spaniern allerdings finanzielle Probleme auftraten, zog Hoffmann nach nur einem halben Jahr weiter zu LG Gaeta Serafina nach Italien. 2003 wurde er für eine Saison von der deutschen HSG Nordhorn unter Vertrag genommen und erzielte 105 Tore in der Handball-Bundesliga; im Sommer 2004 wurde sein Vertrag dort nicht verlängert. Daraufhin heuerte er beim italienischen Verein Pallamano Conversano an, wo er 2006 die italienische Meisterschaft gewann. Mit Conversano nahm er am EHF Challenge Cup 2005/06 und dem EHF-Pokal 2006/07 teil. Anfang 2007 kehrte er dann zurück nach Deutschland zum abstiegsbedrohten Verein Eintracht Hildesheim. Dort stieg er auch tatsächlich ab, verlängerte jedoch seinen Vertrag bis 2010. Nach der Saison 2013/14 verließ er Hildesheim.
Michael Hoffmann hat in seiner Laufbahn 18 Länderspiele für die dänische Männer-Handballnationalmannschaft bestritten. Die meiste Zeit über stand er im Schatten von Lars Christiansen und Nikolaj Bredahl Jacobsen und nahm so an keinem großen Turnier teil.
Hoffmann gehört dem Beirat von Eintracht Hildesheim an.